# Coenosia setiventris
Coenosia setiventris är en tvåvingeart som beskrevs av Stein 1911. Coenosia setiventris ingår i släktet Coenosia och familjen husflugor. Inga underarter finns listade i Catalogue of Life.